# Sergei Bulgakov
Sergei Nikolaevich Bulgakov (em russo: Сергей Николаевич Булгаков) (28 de junho de 1871 — 12 de julho de 1944) foi um cristão ortodoxo russo, teólogo, filósofo e economista. Até 1922, ele trabalhou na Rússia, quando foi expulso do país com outros intelectuais por ordem de Lenin  durante o episódio dos Navios dos filósofos, e posteriormente trabalhou em Paris.

## Teologia
Bulgakov desenvolveu a sofiologia, um conceito filosófico relativo à sabedoria, bem como um conceito teológico referente à sabedoria de Deus.
A "Sophia" (sabedoria) é a realidade intermediária entre Deus e a criatura. É a presença do divino na criatura. A essência da Igreja é ser o ponto de união entre a sabedoria divina e a sabedoria humana. A Igreja é a Sophia, é a sinergia que une o céu e a terra. Sua visibilidade é sacramental. A celebração dos sacramentos justifica histórica e misteriosamente a existência da hierarquia. O Espírito Santo anima a Igreja inteira, o clero e os leigos: é em sua sinfonia que Ele faz a sua voz, para dar ensinamentos e diretrizes, sem órgãos especiais ou sinais de certeza.